# 戴自更
戴自更（1963年9月—），浙江宁海人，男，汉族，高级记者。1986年6月加入中国共产党，1988年8月参加工作。中国人民大学汉语言文学研究生毕业。曾任《新京报》首任社长、总编辑。

## 生平
戴自更早年就读于宁海中学，1981年进入中国人民大学就读，1988年获汉语言文学研究生学位，后分配至《光明日报》社工作，先后任总编室编辑，新疆维吾尔自治区记者站记者，记者部编辑，广东记者站记者、副站长、站长、直属报刊社工作部主任（副局级）。
2003年11月，《光明日報》與南方报业传媒集团旗下的《南方都市報》跨地區合辦《新京報》，戴自更作为该报的创始人，同时出任社长职务，2006年至2012年间兼任总编辑。在任期间，《新京報》多次刊發舆论監督報道而獲得好评，但一直遭到监管部门的调查。2017年8月，调任北京文化投资发展集团有限责任公司党委副书记、副董事长、总经理，同时担任第十三届北京市政协委员。

## 违纪调查
2019年6月7日，香港《明报》报道称，戴自更被中共北京市纪委、北京市监委留置调查，具体问题与其担任《新京报》社长期间有关，也有可能是他调任北京文投集团总经理之后涉及安邦集团的问题。
2019年6月10日，中共北京市纪委、北京市监委发布消息，戴自更涉嫌严重违纪违法，接受纪律审查和监察调查。9月10日，其政协北京市第十三届委员会委员职务被撤销。
2020年3月6日，中央纪委国家监委网站消息，经北京市委批准，北京市纪委监委对北京市文化投资发展集团有限责任公司原党委副书记、副董事长、总经理戴自更严重违纪违法问题进行了立案审查调查。经查，戴自更违反政治纪律和政治规矩，对抗组织审查；违反中央八项规定精神，违规取得、持有、实际使用高尔夫俱乐部会员卡，违规组织、参加用公款支付的宴请、高消费娱乐活动，超标准举办会议；不如实报告个人有关事项，未经批准出入国(边)境；拥有非上市公司股份，获取巨额收益，在分配、购买住房中侵犯国家、集体利益，违规兼职取酬，收受他人给予的期权；在党的宣传工作中，不正确履行职责，造成不良影响；追求低级趣味，造成不良影响，与他人发生不正当性关系；伪造身份证件；利用职权便利为他人谋取利益，收受他人财物，数额特别巨大。戴自更身为党员领导干部，严重违反党的政治纪律、中央八项规定精神、组织纪律、廉洁纪律、工作纪律、生活纪律，构成职务违法并涉嫌受贿犯罪，且在党的十八大后不收敛、不收手，在党的十九大后不知敬畏、不知止，其违纪违法行为性质恶劣、情节严重，给党的事业和形象造成严重损害，应予严肃处理。依据《中国共产党纪律处分条例》、《中华人民共和国监察法》等相关规定，经市纪委常委会会议研究并报市委批准，决定给予戴自更开除党籍处分；由市监委给予其开除公职处分；收缴其违纪违法所得；将其涉嫌犯罪问题移送检察机关依法审查起诉，所涉财物随案移送。